# Egipatsko-izraelski mirovni sporazum (1979.)
Egipatsko-izraelski mirovni sporazum (1979.) postpisan je 1979. u Washingtonu kao rezultat pregovora u Camp Davidu 1978. Egipat je ovim činom postao prva arapska država koja je potpisala sporazum o miru i priznala Izrael. Jordan je to isto napravio izraelsko-jordanskim sporazumom iz 1994.
Sporazum o miru potpisan je 16 mjeseci poslije posjete egipatskog predsjednika Anvara el-Sadata Izraelu 1977., i kao posljedica intenzivnih pregovora. Čak i nakon postignutog dogovora u Camp Davidu nije bilo izvjesno hoće li Egipat potpisati sporazum, jer je bio pod jakim pritiskom drugih arapskih država.
Glavni elementi sporazuma sadržavali su uzajamno priznanje obe države, završetak rata koji je trajao još od 1948., i povlačenje izraelskih vojnih snaga i povratak civila na Sinajski poluotok, koji je Izrael okupirao 1967.
Sporazumom se osigurava i nesmetano plovljene izraelske mornarice Sueskim kanalom i tretiranja Tiranskog tjesnaca i Akapskog zaljeva međunarodnim pomorskim putevima, koji su bili formalni casus belli Šestodnevnog rata 1967.

## Vanjske poveznice
- Tekst sporazuma na stranicama egipatskog ministarstva vanjskih poslova.
- Tekst sporazuma na stranicama izraelskog ministarstva vanjskih poslova.